# Tim Boury
Tim Boury (* 1983 in Nieuwkerke, Heuvelland) ist ein belgischer Koch, der ein Restaurant mit drei Michelinsternen leitet.

## Werdegang
Tim Boury besuchte die Hotelschule Ter Duinen und brach diese mit 18 Jahren ab. 2001 kochte er im Restaurant Comme chez soi in Brüssel (drei Michelinsterne), wo er seine spätere Frau Inge Waeles kennenlernte. Dann arbeitete er fünf Jahre im Restaurant Oud Sluis bei Sergio Herman (drei Michelinsterne) und drei Jahre im Restaurant Belga Queen in Gent. 
Boury und seine Frau Inge Waeles als Gastgeberin eröffneten im Oktober 2010 ihr eigenes Restaurant Boury nahe seiner Heimat in Roeselare. 2012 wurde es mit einem Michelinstern ausgezeichnet. Im Mai 2016 zog das Restaurant in eine Villa um. Am neuen Standort werden Gästezimmer angeboten.
Im November 2017 wurde der Michelin Guide 2018 vorgestellt und das Restaurant erhielt einen zweiten Stern. Im Mai 2022 wurde das Boury mit einem dritten Stern ausgezeichnet. Bei den Restaurant-Ranglisten für Belgien liegt das Restaurant auf dem ersten Platz.
Mit seinem Bruder Ben Boury brachte er eigenes Bier, Gin, Limoncello, Kräuterlikör und Wermut auf den Markt. Die Boury Academy bietet Ausbildungsmöglichkeiten für junge Köche an.

## Privates
Tim Boury und Inge Waeles haben zwei Töchter.

## Auszeichnungen
- 2012: Ein Michelinstern für das Restaurant Boury in Roeselare, Belgien[5]
- 2017: Koch des Jahres, Gault-Millau[3]
- 2018: Zwei Michelinsterne für das Restaurant Boury[5]
- 2022: Drei Michelinsterne für das Restaurant Boury[5]